# Рекіта (Алба)
Рекіта (рум. Răchita) — село у повіті Алба в Румунії. Входить до складу комуни Сесчорі.
Село розташоване на відстані 257 км на північний захід від Бухареста, 22 км на південь від Алба-Юлії, 100 км на південь від Клуж-Напоки.

## Населення
За даними перепису населення 2002 року у селі проживали 802 особи, усі — румуни. Усі жителі села рідною мовою назвали румунську.